# 梅迪納鎮區 (印第安納州沃倫縣)
梅迪納鎮區（英語：Medina Township）是位於美國印第安納州沃倫縣的一個行政鎮區。

## 地方資料
根據2010年美國人口普查的數據，梅迪納鎮區的面積為70.10平方千米，當中陸地面積為69.50平方千米，而水域面積為0.60平方千米。當地共有人口457人，而人口密度為每平方千米6.52人。